# Jemaine Clement
Jemaine Atea Mahana Clement (nascuda el 10 de gener de 1974) és un actor, còmic, músic i cineasta neozelandès. Ha publicat diversos àlbums amb Bret McKenzie com el duo de comèdia musical Flight of the Conchords, i va crear una sèrie de comèdia del mateix nom per a tots dos. la BBC i HBO, pels quals va rebre sis nominacions als Primetime Emmy.
Ha tingut papers en pel·lícules com Eagle vs Shark (2007), Gentlemen Broncos (2009), Homes de Negre 3 (2012), People Places Things (2015), Humor Me (2017), The Festival (2018) i Avatar: El sentit de l'aigua (2022). També ha fet treballs de veu per a Gru, el meu dolent preferit (2010), Rio (2011) and Rio 2 (2014), Moana (2016) i The Lego Batman Movie (2017). El 2014, va fer el seu debut com a director amb El que fem a les ombres, que també va coescriure, codirigir i protagonitzar amb Taika Waititi, i posteriorment va adaptar-se. en un programa per a la sèrie de televisió FX del mateix nom.

## Primers anys
Clement va néixer el 10 de gener de 1974 a Masterton a Wairarapa, i va ser criat allà en una família de classe treballadora per la seva mare i la seva àvia Maikara amb els seus dos germans. Clement és de descendència māori (Ngāti Kahungunu) per part de mare, i descendent directe del rangatira (cap) Iraia Te Ama-o-te-rangi Te Whaiti, que és el seu rebes-besavi. El seu pare pākehā, Robert, treballava a les obres de refrigeració i va lluitar contra l'alcoholisme, i va marxar de casa quan en Clement era un nen. Robert es convertiria més tard en un artista de vitralls a Midhurst, Taranaki; Clement tornaria a connectar amb el seu pare quan era adult i ara gaudeix d'una relació "forta i amorosa" amb ell.
La mare i l'àvia de Clement van tenir una forta influència en ell quan era nen, inspirant el seu sentit de l'humor. Tot i tenir una forta connexió amb la seva ètnia maorí a través de visitar familiars regularment en viatges a diversos marae, la prohibició de parlar maorí a les escoles significava que Clement va créixer en un entorn de parla gairebé completament anglès. Ha parlat del seu penediment per això i emocionalment ha parlat dels maltractaments físics que va patir la seva àvia a l'escola per parlar te reo Māori.
Va assistir al Makoura College a Masterton. Després d'acabar l'escola es va traslladar a Wellington, on va estudiar teatre i cinema a la Universitat Victoria de Wellington. Allà va conèixer Taika Waititi, amb qui va formar So You're a Man i the Humourbeasts. El 2004, els Humourbeasts van fer una gira per Nova Zelanda en un espectacle teatral titulat The Untold Tales of Maui, una reelaboració de les llegendes maorís tradicionals de Māui. El duet va rebre el més alt honor de la comèdia de Nova Zelanda, el Premi Billy T durant el seu temps a la universitat, també va conèixer a Bret McKenzie, amb qui va actuar a Edimburg, formant així Flight of the Conchords.

## Carrera

### Música

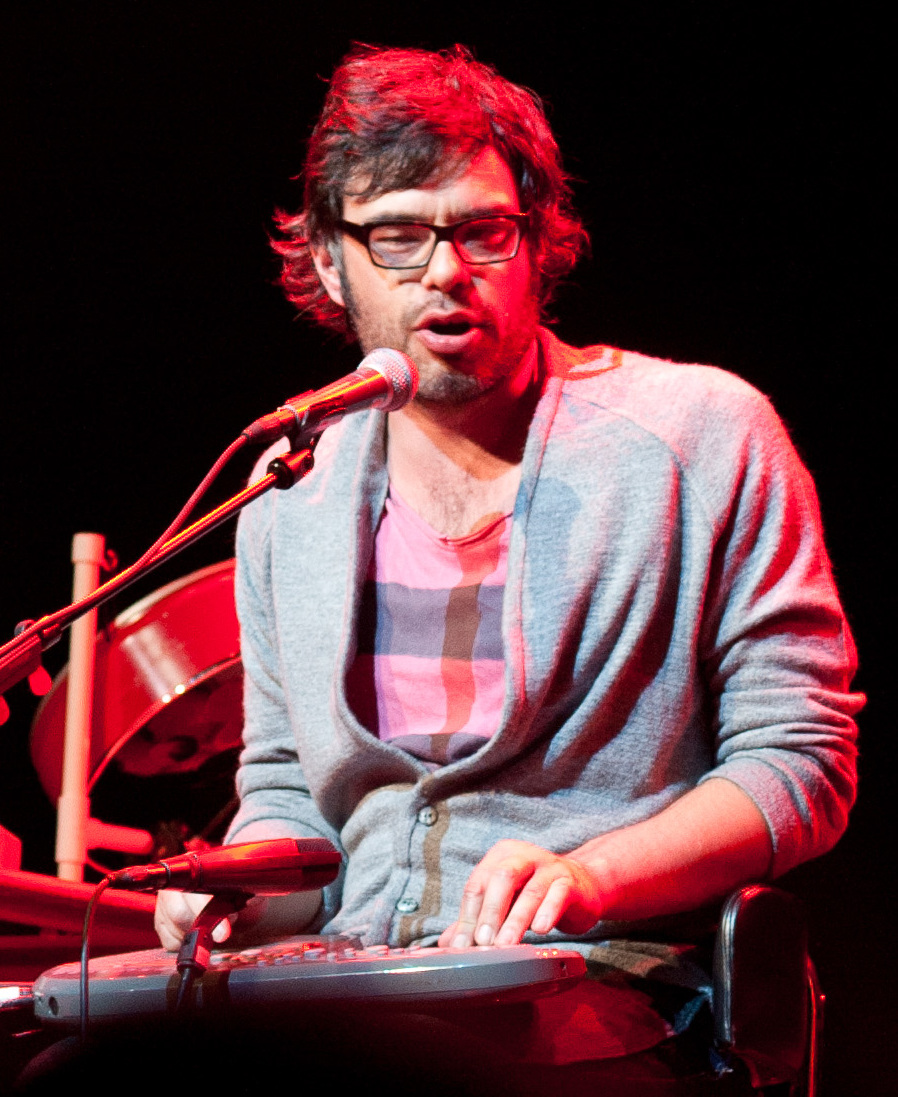
Clement el 2010

Clement i McKenzie han fet gires internacionals i han publicat quatre CD: Folk the World Tour el 2002, The Distant Future EP el 2007 (guanyador del Grammy 2008 al millor àlbum de comèdia), Flight of the Conchords'  el 2008 i I Told You I Was Freaky el 2009. El 2005 els Conchords van produir Flight of the Conchords, una ràdio comèdia de sis parts. programa a BBC Radio 2. Van aparèixer a Late Night with Conan O'Brien, Late Show with David Letterman i The Late Late Show. Després d'aparèixer el 2005 a HBOOne Night Stand, als Conchords se'ls va oferir la seva pròpia sèrie de 12 parts de HBO, Flight of the Conchords, que es basava en la seva sèrie de ràdio anterior de la BBC del mateix nom. La seva primera temporada va durar de juny a setembre de 2007, i es va renovar per a una segona temporada, que es va emetre a HBO als EUA de gener a març de 2009. El desembre de 2009, els Conchords van anunciar que el programa no tindria una tercera temporada.

### Cinema i televisió
Clement ha aparegut en diversos llargmetratges. El seu debut va ser a la comèdia de kung fu Tongan Ninja, dirigida pel neozelandès Jason Stutter. Fins ara ha treballat amb Stutter en dues pel·lícules més: la comèdia de fantasmes de baix pressupost Diagnosis: Death i el drama Predicament, basat en el llibre del novel·lista neozelandès Ronald Hugh Morrieson. Clement també té un paper a la comèdia estatunidenca Gentlemen Broncos, dirigida per Jared Hess de Napoleon Dynamite Aquest paper li va suposar una nominació al Independent Spirit al millor actor secundari. Tot i que "Gentlemen Broncos" va ser gairebé universalment atacada pels crítics, alguns van elogiar l'actuació de Clement. El 2010, va fer la veu de Jerry a Gru, el meu dolent preferit i va aparèixer a la pel·lícula Dinner for Schmucks. El 2011, va donar la veu a Nigel a Rio, i el 2012 va aparèixer com l'antagonista principal Boris the Animal a Homes de Negre 3. El 2012, Jemaine va co-escriure, codirigir i protagonitzar un falso documental de vampirs titulat El que fem a les ombres amb Taika Waititi. Es va estrenar al Festival de Cinema de Sundance el 19 de gener de 2014. També va repetir el seu paper de Nigel a Rio 2.
Clement ha protagonitzat anuncis de televisió a nivell internacional i ha proporcionat veu en off per a molts altres a Nova Zelanda. El 5 de febrer de 2006, Outback Steakhouse va començar a publicar una sèrie d'anuncis de televisió protagonitzats per Clement durant el Super Bowl XL en què Clement fingeix ser australià i fingeix un accent australià. Un dels gags de llarga durada de Flight of the Conchords és la rivalitat tradicional entre Nova Zelanda i Austràlia i les diferències entre els seus accents. La campanya va acabar el juliol de 2006.
Clement ha participat en treballs de ràdio premiats. El 1999, Clement va ser un guanyador dels premis de ràdio com a escriptor de Trashed, per a Channel Z, Wellington. L'any 2000, va rebre un premi especial de ràdio per The Sunglass Store.
A més del seu treball televisiu a Flight of the Conchords, Clement va ser escriptor i membre del repartiment dels programes de televisió Skitz i Tellylaughs a Nova Zelanda.Clement, amb el seu company de Conchord Bret McKenzie, van interpretar com a convidat una parella de consellers de campaments a "Elementary School Musical", l'estrena de la temporada de la 22a temporada d’Els Simpson, que es va emetre el 26 de setembre de 2010.

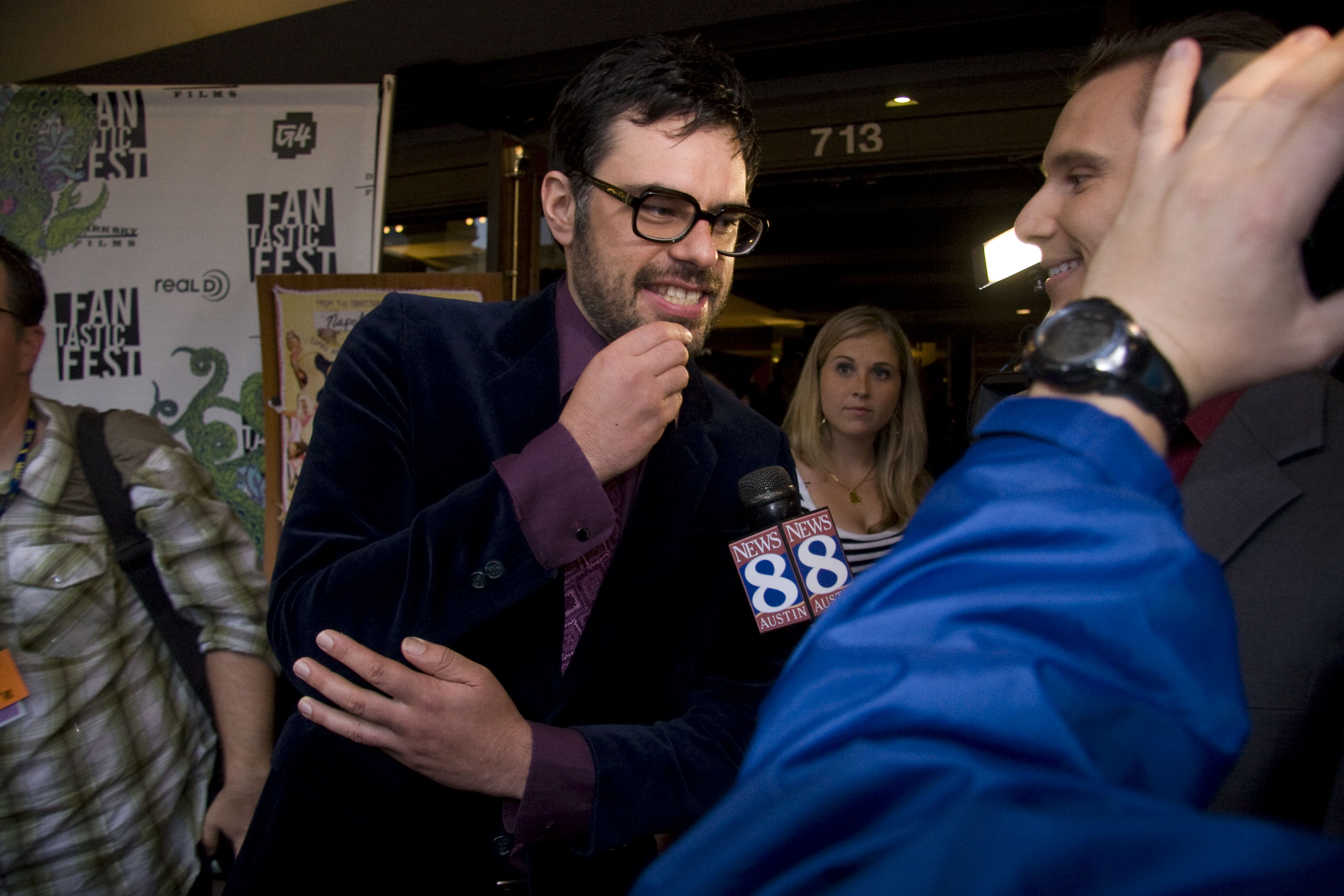
Clement a Fantastic Fest el 2009

Clement també va fer el paper d'un presoner en un gulag rus a la pel·lícula del 2014 Muppets Most Wanted, una seqüela de The Muppets (2011).
Clement va ser presentat com una de les "100 persones més sexy" del 2008 en una edició especial de la revista australiana Who.McKenzie, membre de Conchord, va aparèixer a la mateixa llista.
El 2015, Clement va pronunciar un "pet de lectura mental"en un episodi de la sèrie d'animació Adult Swim Rick and Morty, on va interpretar la cançó "Goodbye Moonmen". Clement també va protagonitzar la pel·lícula independent, People Places Things, que rebut crítiques positives.
El 2016, Clement va cedir la seva veu a Tamatoa, un cranc de coco gegant, a la pel·lícula d'animació de Disney Moana, tots dos en anglès, i el doblatge maorí. Va basar la veu del personatge en la de David Bowie.
El 2017, Clement va interpretar a Oliver Bird a la sèrie de televisió de FX Legion. També va fer la veu de Sàuron a The Lego Batman Movie. El 2019, Clement va interpretar el paper d'un músic a la pel·lícula belga De Patrick. El seu personatge, un músic de gira que visitava un campament naturista, va ser un dels pocs personatges amb roba completa durant la durada de la pel·lícula.

## Vida personal
La família de Clement no tenia cotxe quan ell era un nen i, com a resultat, mai ha après a conduir. L'agost de 2008, Clement es va casar amb la seva núvia de molt de temps, actriu de teatre i dramaturg Miranda Manasiadis. El seu fill, Sophocles Iraia, va néixer l'octubre de 2008 a Nova York i porta el nom del besavi grec de Manasiadis, Sòfocles, i de l'avantpassat de Climent, Iraia Te Ama-o-te- rangi Te Whaiti. Viuen a Wellington.

## Filmografia

### Cinema
| Any  | Títol                                 | Paper                   | Notes                                                                                                |
| ---- | ------------------------------------- | ----------------------- | --- |
| 2002 | Tongan Ninja                          | Action Fighter (Marvin) | Also writer                                                                                          |
| 2004 | Futile Attraction                     | Editor                  | |
| 2007 | Eagle vs Shark                        | Jarrod                  | |
| 2009 | Gentlemen Broncos                     | Ronald Chevalier        | Nominat — Independent Spirit al millor actor secundari                                               |
| 2009 | Diagnosis: Death                      | Garfield Olyphant       | |
| 2010 | Gru, el meu dolent preferit           | Jerry the Minion        | Paper de veu                                                                                         |
| 2010 | Predicament                           | Spook                   | |
| 2010 | Dinner for Schmucks                   | Kieran Vollard          | |
| 2011 | Rio                                   | Nigel                   | Paper de veu; Nominat — Premi Annie per a la interpretació de veu en una producció de llargmetratges |
| 2012 | Men in Black 3                        | Boris the Animal        | Nominat — Teen Choice Award a la millor veu de vilà                                                  |
| 2012 | Rhys Darby: This Way to the Spaceship | Spaceship               | Paper de veu                                                                                         |
| 2014 | 'El que fem a les ombres'             | Vladislav               | També director, guionista i co-productor                                                             |
| 2014 | Muppets Most Wanted                   | Prison King             | Cameo                                                                                                |
| 2014 | Rio 2                                 | Nigel                   | Paper de veu                                                                                         |
| 2015 | People Places Things                  | Will Henry              | |
| 2016 | Ratchet & Clank                       | Dallas Wannamaker       | Paper de veu                                                                                         |
| 2016 | The BFG                               | The Fleshlumpeater      | Veu i captura de moviments                                                                           |
| 2016 | Moana                                 | Tamatoa                 | Paper de veu; també va fer el doblatge al maorí el 2017                                              |
| 2017 | The Lego Batman Movie                 | Sauron                  | Paper de veu                                                                                         |
| 2017 | Humor Me                              | Nate Kroll              | |
| 2017 | Brad's Status                         | Billy Wearsiter         | |
| 2018 | An Evening with Beverly Luff Linn     | Colin Keith Threadener  | |
| 2018 | The Breaker Upperers                  | Tinder Date             | Cameo                                                                                                |
| 2018 | The Festival                          | Robin                   | |
| 2019 | De Patrick                            | Dustin                  | |
| 2020 | I Used to Go Here                     | David Kirkpatrick       | |
| 2022 | Nude Tuesday                          | Bjorg Rasmussen         | |
| 2022 | Don't Make Me Go                      | Dale Angelo             | Pel·lícula en streaming                                                                              |
| 2022 | DC League of Super-Pets               | Aquaman                 | Paper de veu                                                                                         |
| 2022 | Avatar: El sentit de l'aigua          | Dr. Ian Garvin          | [ 29 ]                                                                                               |
| 2023 | The Moon Is Upside Down               | MacIntosh               | [ 30 ]                                                                                               |
| 2024 | Thelma the Unicorn                    | Vic Diamond             | Paper de veu; pel·lícula en streaming                                                                |
| 2024 | Harold i el llapis màgic              | Gary                    | [ 31 ]                                                                                               |
| 2025 | A Minecraft Movie                     |                         | Post-producció                                                                                       |
| 2025 | M3GAN 2.0                             |                         | En rodatge                                                                                           |
| 2025 | Avatar: Fire and Ash                  | Dr. Ian Garvin          | Post-producció                                                                                       |
| 2025 | Wildwood                              | Owl Rex                 | Paper de veu; en producció                                                                           |
| 2025 | Rogue Trooper                         |                         | Post-producció                                                                                       |
| TBA  | I, Object                             |                         | Post-producció                                                                                       |

### Televisió
| Any          | Títol                                   | Paper                                                               | Notes |
| ------------ | --------------------------------------- | ------------------------------------------------------------------- | --- |
| 1983         | Knight Power                            | The Yeti                                                            | Voice role, episode: "The Abominable Snowman"                                                                      |
| 1996         | The Enid Blyton Adventure Series        | MIS Guard                                                           | Episodi: "Circus of Adventures"                                                                                    |
| 2002         | The Tribe                               | VR Cowboy No. 2                                                     | Episodi #4.24 |
| 2007–2009    | Flight of the Conchords                 | Himself                                                             | 22 episodis També co-creador, guionista i productor executiu                                                       |
| 2008         | The Drinky Crow Show                    | Alien                                                               | Paper de veu, 2 episodis                                                                                           |
| 2009         | Tim and Eric Awesome Show, Great Job!   | Eric's Tennis Double                                                | Episodi: "Tennis"                                                                                                  |
| 2010         | Radiradirah                             | Sheep                                                               | 3 episodis |
| 2010         | Els Simpson}                            | Ethan Ballantyne                                                    | Paper de veu, episodi: "Elementary School Musical"                                                                 |
| 2012         | Napoleon Dynamite                       | Professor Koontz                                                    | Paper de veu, episodi: "Scantronica Love"                                                                          |
| 2013         | Out There                               | Babel / Tenebres                                                    | Voices role, episodi: "Enter Destiny"                                                                              |
| 2013         | #7DaysLater                             | Ms. Lockett's Father                                                | Paper de veu, episodi: "Portrait"                                                                                  |
| 2014         | Short Poppies                           | N/D                                                                 | Director |
| 2014–2016    | TripTank                                | Sir Ian / Alistair / Caller / Erebos / Judge Bluetail / Man in Line | Paper de veu, 7 episodis                                                                                           |
| 2015         | Rick and Morty                          | Fart                                                                | Paper de veu, episodi: "Mortynight Run"                                                                            |
| 2016         | Regular Show                            | Ziggy                                                               | Paper de veu, episodi: "California King"                                                                           |
| 2016         | Inside Amy Schumer                      | DJ                                                                  | Episodi: "Psychopath Test"                                                                                         |
| 2016–2018    | Another Period                          | Father Black Donahue                                                | 4 episodis |
| 2016         | Divorce                                 | Julian Renaut                                                       | 6 episodis |
| 2016–2019    | Milo Murphy's Law                       | Orton Mahlson / Dr. Zone                                            | Papers de veu, 5 episodis                                                                                          |
| 2017–2019    | Legion                                  | Oliver Bird                                                         | 14 episodis |
| 2017         | American Dad!                           | Magunga                                                             | Paper de veu, episodi: "Bazooka Steve"                                                                             |
| 2017         | Wrecked                                 | Luther                                                              | 3 episodis |
| 2017         | Robot Chicken                           | Narrator                                                            | Paper de veu, episodi: "Freshly Baked: The Robot Chicken Santa Claus Pot Cookie Freakout Special: Special Edition" |
| 2018–2022    | Wellington Paranormal                   | Mobot                                                               | Paper de veu, episodi: "Mobot"; També co-creador, director, guionista i productor executiu                         |
| 2018         | We Bare Bears                           | Courtney                                                            | Paper de veu, episodi: "Rescue Ranger"                                                                             |
| 2018         | Flight of the Conchords: Live in London | Himself                                                             | Special També guionista i productor                                                                                |
| 2019–present | What We Do in the Shadows               | Vladislav                                                           | També co-creador, director, guionista i productor executiu 2 episodis                                              |
| 2019–present | Kiri and Lou                            | Lou                                                                 | Paper de veu, paper protagonista                                                                                   |
| 2019         | Year of the Rabbit                      | Tall Man                                                            | Episodi: "Framed Rabbit"                                                                                           |
| 2020         | Steven Universe Future                  | Kerry Moonbeam                                                      | Paper de veu, episodi: "Mr. Universe"                                                                              |
| 2020–2022    | Tig n' Seek                             | This Guy                                                            | Paper de veu principal                                                                                             |
| 2021         | Big Mouth                               | Simon Sex                                                           | Paper de veu, episodi: "Best Friends Make the Best Lovers"                                                         |
| 2022–2023    | Human Resources                         | Simon Sex                                                           | Paper de veu, 2 episodis                                                                                           |
| 2023         | Koala Man                               | Principal Bazwell                                                   | Paper de veu principal                                                                                             |
| 2024         | Time Bandits                            | Pure Evil                                                           | També coguionista, productor executiu, i director d’alguns episodis                                                |

## Discografia
| Any  | Títol                   | Notes                       |
| ---- | ----------------------- | --------------------------- |
| 2002 | Folk the World Tour     | Flight of the Conchords     |
| 2007 | The Distant Future      | Flight of the Conchords     |
| 2008 | Flight of the Conchords | Flight of the Conchords     |
| 2009 | I Told You I Was Freaky | Flight of the Conchords     |
| 2011 | "Pretty Bird"           | Rio banda sonora            |
| 2014 | "I Will Survive"        | Rio 2 banda sonora          |
| 2016 | "Shiny"                 | Moana banda sonora          |
| 2018 | "Goodbye Moonmen"       | Rick and Morty banda sonora |
| 2019 | Live in London          | Flight of the Conchords     |
| 2020 | "Mr. Universe"          | Steven Universe Future      |

## Ràdio
| Any  | Títol                                               | Paper             | Notes       |
| ---- | --------------------------------------------------- | ----------------- | ----------- |
| 2005 | Flight of the Conchords                             | Jemaine           | Also writer |
| 2016 | The Mysterious Secrets Of Uncle Bertie's Botanarium | Lord Joseph Banks | Podcast     |

## Premis i nominacions
| Premi                                               | Any  | Obra nominada                            | Categoria                                           | Resultat  | Ref.          |
| --------------------------------------------------- | ---- | ---------------------------------------- | --------------------------------------------------- | --------- | ------------- |
| Premis Annie                                        | 2010 | Els Simpson: "Elementary School Musical" | Música en una producció televisiva                  | Nominat   |               |
| Premis Annie                                        | 2011 | Rio                                      | Actuació de veu en un llargmetratge                 | Nominat   |               |
| Premis Emmy                                         | 2008 | "Yoko"                                   | Escriptura destacada per una sèrie de comèdia       | Nominat   | [ 38 ] [ 39 ] |
| Premis Emmy                                         | 2008 | "Inner City Pressure"                    | Música i lletres originals excepcionals             | Nominat   | [ 38 ] [ 39 ] |
| Premis Emmy                                         | 2008 | "The Most Beautiful Girl (In the Room)"  | Música i lletres originals excepcionals             | Nominat   | [ 38 ] [ 39 ] |
| Premis Emmy                                         | 2009 | Flight of the Conchords                  | Millor Sèrie de Comèdia                             | Nominat   | [ 38 ] [ 39 ] |
| Premis Emmy                                         | 2009 | Flight of the Conchords                  | Actor principal destacat en una sèrie de comèdia    | Nominat   | [ 38 ] [ 39 ] |
| Premis Emmy                                         | 2009 | "Prime Minister"                         | Escriptura destacada per una sèrie de comèdia       | Nominat   | [ 38 ] [ 39 ] |
| Premis Emmy                                         | 2009 | "Carol Brown"                            | Música i lletra originals destacades                | Nominat   | [ 38 ] [ 39 ] |
| Premis Emmy                                         | 2019 | "Father & Son"                           | Música i lletra originals destacades                | Nominat   |               |
| Premis Emmy                                         | 2020 | What We Do in the Shadows                | Sèrie de comèdia destacada                          | Nominat   |               |
| Premis Emmy                                         | 2022 | What We Do in the Shadows                | Sèrie de comèdia destacada                          | Nominat   |               |
| Premis Grammy                                       | 2007 | The Distant Future                       | Millor àlbum de comèdia                             | Guanyador | [ 40 ]        |
| Premis Grammy                                       | 2008 | Flight of the Conchords                  | Millor àlbum de comèdia                             | Nominat   | [ 40 ]        |
| Premis Grammy                                       | 2010 | I Told You I Was Freaky                  | Millor àlbum de comèdia                             | Nominat   | [ 40 ]        |
| Premis de la Música de Nova Zelanda                 | 2008 | Flight of the Conchords                  | Àlbum de l'Any                                      | Guanyador |               |
| Premis de la Música de Nova Zelanda                 | 2008 | Flight of the Conchords                  | Millor Grup                                         | Guanyador |               |
| Premis de la Música de Nova Zelanda                 | 2008 | Flight of the Conchords                  | Artista innovador de l'any                          | Guanyador |               |
| Premis de la Música de Nova Zelanda                 | 2008 | Flight of the Conchords                  | Assoliment Internacional                            | Guanyador |               |
| Premis de la Música de Nova Zelanda                 | 2013 | "Feel Inside (And Stuff Like That)"      | Single de Nova Zelanda més venut                    | Guanyador |               |
| Premis de Televisió de Nova Zelanda                 | 2019 | Wellington Paranormal                    | Millor guió: Comèdia                                | Nominat   |               |
| Nickelodeon Australian Kids' Choice Awards          | 2008 | Flight of the Conchords                  | Duet més divertit                                   | Nominat   |               |
| Premis Satellite                                    | 2007 | Flight of the Conchords                  | Millor sèrie de televisió - musical o comèdia       | Nominat   |               |
| Premis Satellite                                    | 2009 | Flight of the Conchords                  | Millor sèrie de televisió - musical o comèdia       | Nominat   |               |
| Premis Satellite                                    | 2009 | Flight of the Conchords                  | Millor actor - Sèrie de televisió musical o comèdia | Nominat   |               |
| Premis TCA                                          | 2008 | Flight of the Conchords                  | Assoliment destacat a la comèdia                    | Nominat   |               |
| Premis TCA                                          | 2008 | Flight of the Conchords                  | Programa nou destacat]                              | Nominat   |               |
| Teen Choice Awards                                  | 2012 | Homes de Negre 3                         | Choice Movie Villain                                | Nominat   |               |
| Premis del Sindicat de Guionistes dels Estats Units | 2007 | Flight of the Conchords                  | Sèrie de comèdia                                    | Nominat   | [ 41 ]        |
| Premis del Sindicat de Guionistes dels Estats Units | 2007 | Flight of the Conchords                  | Nova sèrie                                          | Nominat   | [ 41 ]        |
| Premis del Sindicat de Guionistes dels Estats Units | 2007 | "Sally Returns"                          | Episodi de comèdia                                  | Nominat   | [ 41 ]        |
| Premis del Sindicat de Guionistes dels Estats Units | 2019 | What We Do in the Shadows                | Nova sèrie                                          | Nominat   |               |